# Stuart Little (film)
Stuart Little is een Amerikaanse live-actionfilm uit 1999 die gebaseerd op het gelijknamige boek uit 1945 van schrijver E. B. White. Het scenario is geschreven door M. Night Shyamalan en Greg Brooker. De film werd in 2002 vervolgd met Stuart Little 2 en in 2006 met de direct-naar-videofilm Stuart Little 3: Call of the Wild.
Stuart Little werd genomineerd voor onder meer een Academy Award voor de visuele effecten, voor Saturn Awards voor beste fantasyfilm, beste bijrolspeelster (Geena Davis) en beste visuele effecten en voor Annie Awards voor beste karakteranimatie, beste animatie-effecten en beste script voor een animatiefilm. De Britse televisiezender Channel 4 riep Stuart Little na een opiniepeiling uit tot een van de honderd beste familiefilms.

## Verhaal
De pratende muis Stuart wordt geadopteerd door een mensenfamilie genaamd de Littles. Zijn adoptiebroer George is echter niet gelukkig met zijn broertje. Tevens is hun kat Snowbell er ook niet gelukkig mee. Hij vraagt hulp aan een andere kat Monty die bij een soort maffiafamilie van katten hoort met als leider Smokey. Samen bedenken ze een plan waardoor Stuart weggaat. De Littles zijn echter dol op Stuart waardoor Snowbell besluit om Stuart terug te halen tegen de zin van de andere katten. Snowbell en Stuart rekenen af met de andere katten en ze gaan terug naar het huis van de Littles.

## Rolverdeling
| Acteur            | Personage                      | Nederlandse stem      |
| ----------------- | ------------------------------ | --------------------- |
| Michael J. Fox    | Stuart Little (stem)           | Kasper van Kooten     |
| Geena Davis       | Mevrouw Eleanor Little         | Frédérique Huydts     |
| Hugh Laurie       | Meneer Fredrick Little         | Peter Blok            |
| Jonathan Lipnicki | George Little                  | Quinten Schram        |
| Nathan Lane       | Snowbell de huiskat (stem)     | Carol van Herwijnen   |
| Chazz Palminteri  | Smokey de straatkat (stem)     | Frits Lambrechts      |
| Steve Zahn        | Monty the Mouth (stem)         | Johnny Kraaijkamp jr. |
| Jim Doughan       | Lucky de straatkat (stem)      | Frans van Deursen     |
| Jennifer Tilly    | Camille Stout (stem)           | Wanda Joosten         |
| Bruno Kirby       | Reginald 'Reggie' Stout (stem) | John Kraaijkamp sr.   |
| Jeffrey Jones     | Oom Crenshaw Little            | Rob van de Meeberg    |
| Estelle Getty     | Oma Estelle Little             | Kitty Courbois        |
| Harold Gould      | Opa Spencer Little             | Kees van Lier         |
| Julia Sweeney     | Mevr. Keeper                   | Mieke Bouve           |
| Allyce Beasley    | Tante Beatrice Little          | Annick Segal          |

## Achtergrond

### Productie
Michael J. Fox sprak de stem in van hoofdpersonage Stuart Little, een humanoïde muis die wordt opgenomen in een gewoon mensengezin. Geena Davis en Hugh Laurie spelen zijn menselijke ouders Eleanor en Frederick Little, terwijl Jonathan Lipnicki de rol van Stuarts grote broer George speelt. Nathan Lane sprak de stem van Snowbell de kat in.
Omdat de film sterk rust op computeranimatie - de muis Stuart is volledig met de computer gegenereerd - kostte de film in totaal meer dan 100 miljoen dollar. Voor de computeranimatie werd de film genomineerd voor een Oscar voor beste visuele effecten.
In 2009 ontdekte de Hongaarse kunsthistoricus Gergely Barki dat een schilderij dat een decorstuk in deze film was een verloren gewaand schilderij is van Róbert Berény. De eigenaar besloot vervolgens om het schilderij te laten veilen in Hongarije op 13 december 2014 waarbij het €229.500 opbracht.

### Muziek
De soundtrack van deze film werd door Universal Records uitgebracht op 30 november 1999. Het album telt 14 nummers met een totale duur van 56 minuten en 14 seconden.

### Homemedia
Op 18 november 2000 verscheen de film op dvd. Later op 28 juni 2011 verscheen de film op blu-ray.